# Sławomir Jungiewicz
Sławomir Jungiewicz (ur. 21 czerwca 1989  w Staszowie) – polski siatkarz, grający na pozycji atakującego. Od sezonu 2017/2018 występuje w drużynie ZAKSA Kędzierzyn-Koźle.
Sławomir Jungiewicz urodził się w Staszowie, ale pochodzi z Połańca. Karierę rozpoczynał w tamtejszych Czarnych. Latem 2006 trafił do rezerw Jadaru Radom. W marcu 2007 dotarł z tym zespołem do finału mistrzostw Polski juniorów, w których jego zespół przegrał 2:3 z AZS-em Olsztyn. We wrześniu 2007 dołączył do nowo powstałej drużyny Farta Kielce. Wystąpił w jej pierwszym meczu, w którym pomimo dużego zdenerwowania ze względu na debiutanckie spotkanie, najszybciej odblokował się z wszystkich zawodników i poprowadził zespół do wygranej 3:0 nad MCKiS Jaworzno. W sezonie 2008/2009 wywalczył z Fartem awans do I ligi, a rok później uzyskał promocję do PlusLigi.
W maju 2009 znalazł się w szerokiej kadrze Polski na mistrzostwa świata juniorów. Nie został jednak wybrany przez trenera Stanisława Gościniaka do dwunastki, która pojechała na turniej. Wcześniej miał już jedno powołanie – desygnowany został także w 2007, gdy był siatkarzem Jadaru Radom.
W pod koniec sezonu 2011/2012 poinformował, że kończy karierę sportową. Z dnia na dzień przestał pojawiać się na treningach, przez co zarząd klubu Fart Kielce rozwiązał z zawodnikiem umowę. Ten zaś ogłosił, że nie ma zamiaru wracać do siatkówki. Przez rok pracował na budowach, 26 lipca 2013 roku znów powrócił do grania w siatkówkę i podpisał trzyletni kontrakt z Effectorem Kielce..

## Sukcesy klubowe
Mistrzostwo Polski:
- 2019
- 2018

Puchar Polski:
- 2019

Superpuchar Polski:
- 2019